# Chicha

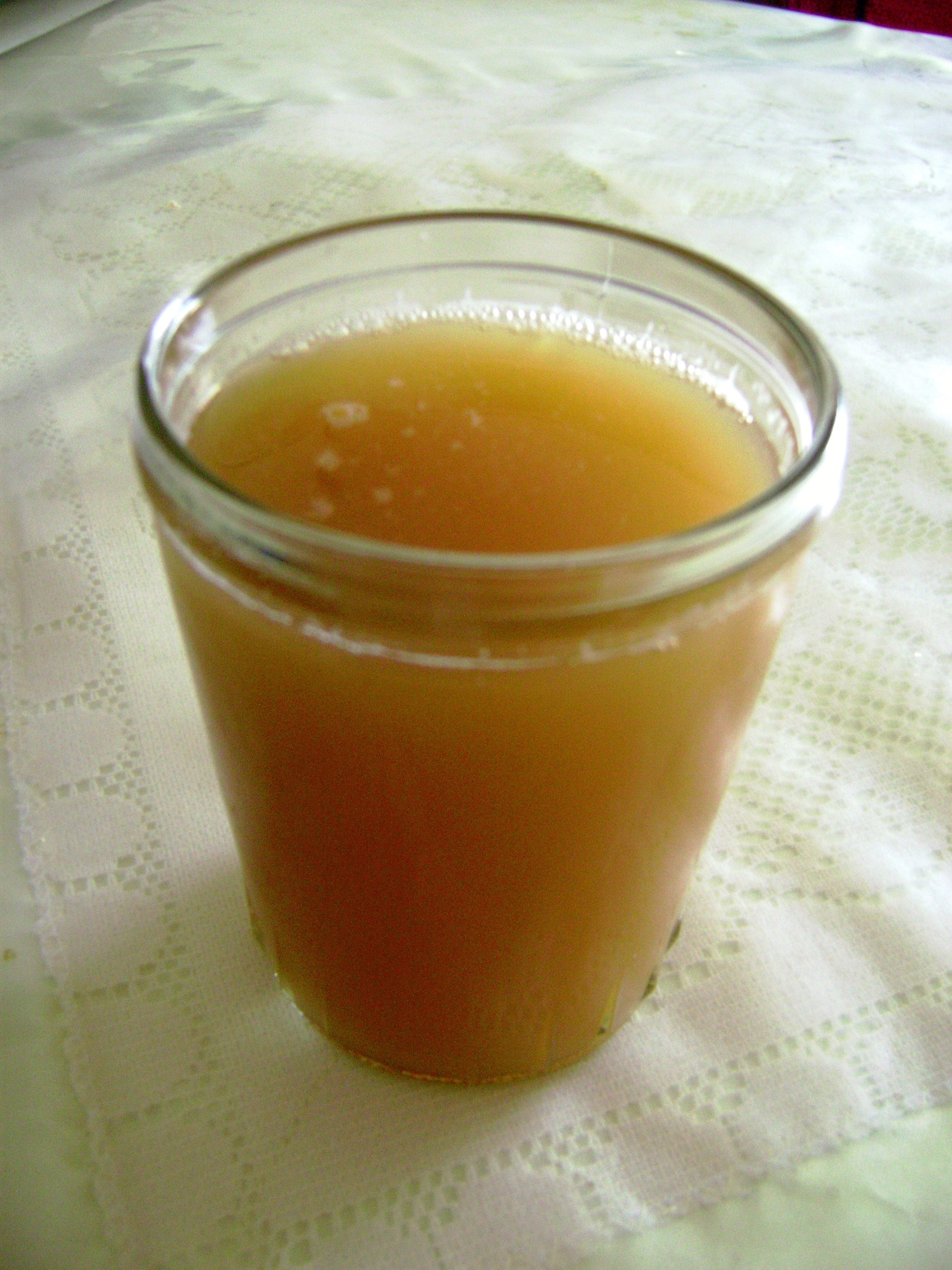
Chicha de Jora

Chicha (ˈtʃi.tʃa) ist ein Getränk aus dem gesamten Andenraum Südamerikas, das aus Mais gewonnen wird. Es wurde schon von den Inkas getrunken und im Allgemeinen durch Fermentation verschiedener Pflanzen durch Speichel (Amylasen im Speichel zersetzen die Maisstärke zu Zucker) gewonnen wird, daher auch der gelegentliche Name „Spuckebier“.

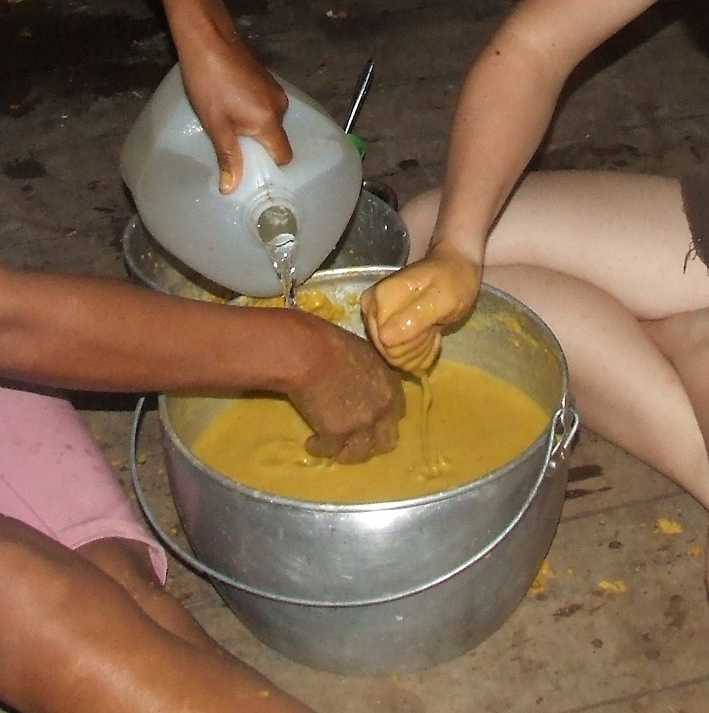
Herstellung von Chicha de Chonta bei den Shuar

Die Wortherkunft ist nicht völlig geklärt. Nach Angaben der Königlich Spanischen Akademie für Sprache und anderer Autoren leitet Chicha sich vom Wort chichab ab, einem Wort der Sprache der Kuna, das „Mais“ bedeutet. Nach anderen Quellen kommt Chicha vom Nahuatl-Wort chichiatl, was so viel wie „fermentiertes Wasser“ bedeutet. Die Bezeichnung Chicha wurde von den Spaniern für alle fermentierten Getränke verwendet, welche sie in Amerika antrafen, auch wenn für die Zubereitung jeweils unterschiedliche lokal verfügbare Zutaten verwendet wurden.

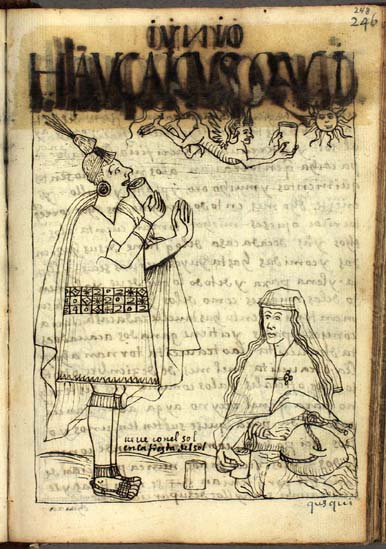
Abbildungen von Chichatrinkern im Kalenderbild zum Inti Raymi von Waman Puma de Ayala.

Im Inkareich wurde Chicha aus Mais, vor allem aus gekeimtem Mais (Jora oder Wiñapu), aber auch aus Quinoa, Amarant, Kañiwa, Oca, Chañar und Molle u. a. hergestellt. Auf Quechua heißt das Getränk Aqha. Es wurden aus Maismehl gebackene Fladen von den Frauen durchgekaut, also mit viel Speichel durchtränkt. Die Stärke wird durch im Speichel vorhandene Enzyme schnell in Zucker verwandelt, dessen Lösung dann leicht in Gärung übergeht. Der Alkoholgehalt von Chicha reicht von 1 bis 6 % Vol., je nachdem ob das Getränk zum täglichen Verzehr während der Arbeit oder für Feste wie das Inti Raymi hergestellt wurde. Der Inca Garcilaso de la Vega erklärt, das maßlose Trinken habe zu den Hauptlastern des Volkes gezählt. Auch zahlreiche andere zeitgenössische Texte bezeugen die Verwendung von Chicha als Alltags- und Festgetränk.
Die Shuar und andere indigene Völker des Amazonastieflandes stellen traditionell eine Form von Chicha aus Yuca (Maniok) oder den Früchten der Pfirsichpalme (Chonta) her. Beide Rohstoffe werden weich gekocht und anschließend zerstampft, bevor Teile der Masse (meist von einer Frau) gekaut und wieder in den Topf gegeben werden. Danach kommt Wasser hinzu, während die Fruchtmasse mit den Händen ausgewrungen und gesiebt wird. Zum Schluss wird das Getränk zur Fermentation mindestens einen Tag stehen gelassen. Traditionell wird die Chicha in einem ausgehöhlten Flaschenkürbis aufbewahrt.
Eine alkoholfreie Variante ist Chicha morada. Dafür wird violetter Mais ausgekocht und kalt, mit Zucker und Limettensaft verfeinert, als Limonade getrunken.
In Venezuela ist besonders die Reis-Chicha verbreitet. Diese Variante wird zubereitet, indem Reis mit leicht angegorener Ananasschale und „Papelón“ (Rohrzucker, der in Platten auskristallisiert ist) zusammen gekocht wird, bis er kein Wasser mehr aufnehmen kann. Anschließend wird die restliche Flüssigkeit mit dem Reis püriert, so dass ein dickflüssiges Getränk entsteht. Dieses wird dann je nach Geschmack noch einige Tage gären gelassen. 
Als alkoholfreie Variante gibt es die Reis-Chicha mit Milch. Diese ist ein kaltes Erfrischungsgetränk, das viel auf den Straßen verkauft wird. Sie wird mit Milch statt Wasser und ohne Ananas zubereitet und mit Zimt und süßer Kondensmilch gereicht, ist also eine Art Milchreis-Milchshake.
In Chile, insbesondere in Zentralchile, wird Chicha aus vergorenen Äpfeln hergestellt. Das Getränk ähnelt Cidre. Es wird im Herbst und zu nationalen Feiertagen getrunken und ist sehr populär. In Curacaví wird Chicha aus Trauben hergestellt. Diese zwei Getränke sind somit nicht als Biere, sondern als Wein oder weinähnliche Getränke zu klassifizieren.
Nach dem Getränk wurde auch die peruanische Form des Cumbia umgangssprachlich benannt.